# ZeelandNet
ZeelandNet, een kabelinternetprovider in Zeeland, werd opgericht in 1995 te Kamperland. De dochteronderneming van DELTA NV is sinds 2011 gevestigd in Middelburg.
De clientèle bevindt zich hoofdzakelijk in Zeeland. In 2012 waren er 90.000 internetverbindingen en 47.000 telefoonverbindingen. In 2016 waren dat er ruim 100.000 respectievelijk meer dan 60.000. Daarmee was het de grootste internetprovider in de regio en de enige kabelprovider. Sinds 1 maart 2016 paste ZeelandNet zijn snelheden aan en leverde als eerste in Nederland een maximale downloadsnelheid van 1000 Mbps. Het bedrijf werd in 2011 door een panel van de consumentenbond als beste provider van Nederland gekozen.
ZeelandNet beheert ook een nieuwswebsite.